# WPP Group
Die WPP plc ist ein britischer Konzern aus Werbedienstleistern und Medienunternehmen. Mit einem Umsatz von 16 Milliarden US-Dollar war die WPP Group im Jahr 2011 vor Omnicom und Publicis die weltweit größte Werbeholding, ebenso 2018. Weitere wichtige Konkurrenten sind IPG, Dentsū und Havas.

## Unternehmensprofil
Der Konzern ist an der Londoner Börse im FTSE 100 Index gelistet. Der Hauptsitz des Konzerns befindet sich in London, England; außerdem ist er in Dublin, Irland, registriert. Der juristische Sitz des Konzerns ist auf Jersey. Die WPP Group ist eines der größten weltweiten Medien- und Kommunikationsunternehmen mit rund 107.000 Mitarbeitern in über 3.000 Büros in 112 Ländern (2019).
Mitte 2023 hielten institutionelle Investoren mehr als 50 Prozent des Konzerns. Größter Einzelinvestor ist BlackRock mit 7,9 Prozent.

## Geschichte
Das Unternehmen wurde 1971 als Wire and Plastic Products plc als Hersteller von Einkaufskörben gegründet.
1985 übernahm Martin Sorrell die Wire and Plastic Products Plc, die damals aus einem einzigen Büro mit zwei Angestellten bestand und eine Marktkapitalisierung von 1 Mio. £ hatte.
Sorrell formte aus dieser börsennotierten Gesellschaft den WPP-Konzern. Durch zahlreiche Mergers & Acquisitions wandelte er das Unternehmen zu einem der weltweit größten Medienunternehmen. Zu den wichtigsten Übernahmen zählten unter anderem die der J. Walter Thompson Group (JWT) für 566 Mio. US-Dollar (1987) und der Ogilvy Group für 864 Mio. US-Dollar (1989) sowie die von Young & Rubicam (2000).
Im Jahr 2001 wurde Icon Brand Navigation übernommen.
Im Juli 2008 startete die WPP Group den Versuch, das Marktforschungsunternehmen Taylor Nelson Sofres (TNS) zu übernehmen. Im Oktober 2008 wurde die Übernahme erfolgreich beendet.
Ende 2010 übernahm der Konzern die US-Agentur Blue State Digital, die den erfolgreichen Internet-Wahlkampf für Barack Obama entwickelt hatte.
Am 19. April 2011 stimmte WPP der Übernahme der Commarco GmbH unter Vorbehalt der behördlichen Genehmigung zu. Die Commarco GmbH ist nach eigenen Angaben die größte deutsche Holding für Kommunikations- und Marketing-Services Agenturen wie z. B. Scholz & Friends, deepblue networks, gkk DialogGroup und Lowe Deutschland.
2012 übernahm die WPP Group für einen geschätzten Kaufpreis von 540 Mio. US-Dollar den Digitaldienstleister AKQA.
Nach einer im April 2018 gegen CEO Martin Sorrell firmenintern eingeleiteten Untersuchung wegen „Fehlverhaltens“ trat dieser nach über 30 Jahren an der Spitze des Unternehmens von seiner Position zurück.

## Geschäftstätigkeit
Zu den Unternehmensbeteiligungen der WPP Group im Bereich Werbeagenturen zählen die Grey Group, Ogilvy & Mather Worldwide, Young & Rubicam Brands und JWT (vormals J. Walter Thompson Co.).
Zu den Unternehmensbeteiligungen der WPP Group im Bereich Regierungslobby- und Öffentlichkeitsarbeit gehören Hill & Knowlton Strategies, Ogilvy Public Relations Worldwide, Burson-Marsteller und Cohn & Wolfe (die letzten beiden sind Teil der Young & Rubicam Brands).
Die WPP-Mediagenturen Mindshare, Wavemaker (seit 2018: Zusammenschluss von MEC (ehemals Mediaedge: cia) und Maxus) und MediaCom (ursprünglich Teil der Grey Group) werden unter dem Dach der GroupM zusammengefasst.
1993 wurden die Marktforschungsunternehmen im Konzern in der Kantar Group zusammengefasst, darunter die im deutschsprachigen Raum bekannte Marke TNS Infratest. 2019 verkaufte WPP die aus Sicht des Konzerns nicht ausreichend profitable Kantar Group an den US-Finanzinvestor Bain Capital.
Delfinware Domestic wireware, die 1969 gegründet wurde und die Drahtgestelle für Küche und Bad produziert, ist ebenfalls eine Tochtergesellschaft der WPP Group.

### GKK Dialog Group
In Deutschland war das Unternehmen unter anderem durch die Konzerntochter GKK Dialog Group (Eigenschreibweise: gkk DialogGroup) tätig. Diese betreibt mit Hauptsitz in Frankfurt und Niederlassungen in München, Hannover und Bremen vor allem Dialogmarketing. GKK wurde 1996 durch Robert Gräßler, Wolfgang Krug und Harald Kling gegründet, die mittlerweile aus dem Unternehmen ausgeschieden sind, und 2007 von Commarco übernommen, das wiederum 2011 Teil von WPP wurde.
Im Jahr 2023 gab GKK die Mitarbeiterzahl mit rund 900 an. Geschäftsführer sind Markus Gräßler, Markus Pöttinger, Thomas Müller-Rehkopf, Thomas Caramel und Maximilian von Kemnitz. Neben Dialogmarketing im engeren Sinn werden unter anderem Consulting, die Betreuung von Marketingkampagnen, Business Intelligence, Social Media, Database Marketing, Content-Marketing und Customer-Relationship-Management angeboten. GKK betreut rund 30 Kunden.
Zu August 2025 wurde die GKK Dialog Group an Walter Services verkauft.

## Unternehmen im WPP-Konzern (Auswahl)
- AKQA
- Blue State Digital
- Blumberry
- Burson Cohn & Wolfe
- Grass Roots Group
- Grey Global Group
- GroupM (Mindshare, MediaCom, Wavemaker, Essence, m/SIX, Xaxis, Motion Content Group, Quisma, Plista)
- FGS Global (ehem. Finsbury Glover Hering)[25]
- Hill & Knowlton
- Hirschen Group
- iPremium Service
- JWT
- Landor
- Ogilvy & Mather
- Red Cell
- Scholz & Friends
- The Brand Power Company
- thjnk
- Wunderman Thompson
- Young & Rubicam